# Арістархов Олег Михайлович
Оле́г Миха́йлович Аріста́рхов — майор Збройних сил України.

## З життєпису
Станом на березень 2019 року — ад'юнкт наукового відділу організації підготовки та атестації науково-педагогічних кадрів НМЦ організації наукової та науково-технічної діяльності, Національний університет оборони України імені Івана Черняховського.

## Нагороди та вшанування
- Указом Президента України № 741/2019 від 10 жовтня 2019 року за «особисту мужність і самовіддані дії, виявлені у захисті державного суверенітету та територіальної цілісності України» нагороджений орденом Данила Галицького[2]